# Noel Niemann
Noel Niemann (Monaco di Baviera, 14 novembre 1999) è un calciatore tedesco, centrocampista del GKS Tychy.

## Carriera
Cresciuto nei settori giovanili di Ismaning e Memmingen, nel 2017 è stato acquistato dal Monaco 1860, che lo ha assegnato alla squadra riserve. Nel 2019 è stato promosso in prima squadra ed il 24 novembre dello stesso anno ha esordito in 3. Liga in occasione dell'incontro pareggiato 1-1 contro il Bayern Monaco II. Nel 2020, compie un doppio salto di categoria firmando un contratto con l'Arminia Bielefeld fino al 2024. Mai impiegato, il 30 gennaio 2021 è stato ceduto in prestito al Türkgücü, in 3. Liga, fino al termine della stagione. Il 20 luglio seguente è passato in prestito per una stagione all'Hartberg in Austria.

## Statistiche

### Presenze e reti nei club
Statistiche aggiornate al 23 aprile 2022.
| Stagione        | Squadra           | Campionato      | Campionato | Campionato | Coppe nazionali | Coppe nazionali | Coppe nazionali | Coppe continentali | Coppe continentali | Coppe continentali | Altre coppe | Altre coppe | Altre coppe | Totale | Totale |
| Stagione        | Squadra           | Comp            | Pres       | Reti       | Comp            | Pres            | Reti            | Comp               | Pres               | Reti               | Comp        | Pres        | Reti        | Pres   | Reti   |
| --------------- | ----------------- | --------------- | ---------- | ---------- | --------------- | --------------- | --------------- | ------------------ | ------------------ | ------------------ | ----------- | ----------- | ----------- | ------ | ------ |
| 2019-2020       | Monaco 1860       | 3L              | 13         | 2          |                 | -               | -               |                    | -                  | -                  |             | -           | -           | 13     | 2      |
| 2020-gen. 2021  | Arminia Bielefeld | BL              | 0          | 0          | CG              | 1               | 0               |                    | -                  | -                  |             | -           | -           | 1      | 0      |
| gen.-giu. 2021  | Türkgücü          | 3L              | 14         | 2          |                 | -               | -               |                    | -                  | -                  |             | -           | -           | 14     | 2      |
| 2021-2022       | Hartberg          | BL              | 25         | 3          | CA              | 3               | 1               |                    | -                  | -                  |             | -           | -           | 28     | 4      |
| Totale carriera | Totale carriera   | Totale carriera | 52         | 7          |                 | 4               | 1               |                    | -                  | -                  |             | -           | -           | 56     | 8      |